# Gobierno Regional del Biobío
El Gobierno Regional del Biobío es el órgano con personalidad jurídica de derecho público y patrimonio propio, que tiene a su cargo la administración superior de la región del Biobío, Chile, y cuya finalidad es el desarrollo social, cultural y económico de ésta. Tiene su sede en la capital regional, la ciudad de Concepción.
Está constituido por el gobernador regional y el consejo regional.

## Gobernador de la Región del Biobío
Dentro de las facultades que le corresponden al gobernador, es ser el órgano ejecutivo del gobierno regional, correspondiéndole presidir el consejo regional y ejercer las funciones y atribuciones que la ley orgánica constitucional determine, en coordinación con los demás órganos y servicios públicos creados para el cumplimiento de la función administrativa. Asimismo, le corresponde la coordinación, supervigilancia o fiscalización de los servicios públicos que dependan o se relacionen con el gobierno regional, sin embargo su figura no es un representante del presidente de la República en la región, para tal representación la ley 20.990 creó el cargo de delegado presidencial regional del Biobío.
Desde el 6 de enero de 2025 el gobernador regional es Sergio Giacaman García  luego de ser electo en las Elecciones de gobernadores de 2024.

## Consejo Regional del Biobío
El consejo regional de la Región del Biobío es un órgano de carácter normativo, resolutivo y fiscalizador, dentro del ámbito propio de competencia del Gobierno Regional, encargado de hacer efectiva la participación de la ciudadanía regional y ejercer las atribuciones que la ley orgánica constitucional respectiva le encomienda.
Está integrado por 28 consejeros elegidos por sufragio universal en votación directa, de cada una de las 3 provincias de la región (18 por Concepción; 6 por Biobío; y 4 por Arauco), que duran 4 años en sus cargos y pueden ser reelegidos.

### Listado de consejeros regionales
El consejo regional está compuesto, para el periodo 2025-2029, por:
- Concepción I Norte (Tomé, Penco, Hualpén y Talcahuano)
  - Luis Santibáñez Bastidas (PRCh)
  - Christian Arellano Vera (PRCh)
  - Pedro Seguel Monsalve (PSC)
  - Larry Sandoval Lara (UDI)
  - Marcelo Rivera Arancibia (PR)
  - Jaime Peñailillo Garrido Ind-(PS)

- Concepción II Centro (Chiguayante, Concepción y Florida)
  - Patricio Kuhn Artigues (UDI)
  - Yanina Contreras Álvarez (PSC)
  - Yasna Jaramillo Riquelme (PRCh)
  - Claudio Lapostol Vargas (PRCh)
  - Alan Bastías Urrutia (DEM)
  - Pedro Venegas Castro (DC)

- Concepción III Sur (San Pedro de la Paz, Coronel, Lota, Hualqui y Santa Juana)
  - Américo Mondaca Daza (PRCh)
  - Anselmo Peña Rodríguez (RN)
  - Gonzalo Osorio Rioseco (FA)
  - Francisco Reyes Aguayo (PPD)
  - Andrés Arroyo Muñoz (PSC)
  - Tamara Concha Cabrera (PC)

- Biobío
  - Juan Medina Martínez Ind-(PR)
  - Enrique Krause Lobos (UDI)
  - Ignacio Fica Espinoza (RN)
  - María Ñúñez Ramírez (PRCh)
  - Juan Carlos Villanueva Cabas (DC)
  - Robert Córdova Bustos (Ind-PS)

- Arauco
  - Cristian Medina Cea Ind-(UDI)
  - Christopher Gengnagel Carrasco (RN)
  - Angelo Millamán López (PRCh)
  - Leonidas Peña Henríquez (PC)